# Karmenu Mifsud Bonnici
Karmenu (Carmelo) Mifsud Bonnici (ur. 17 lipca 1933 w m. Cospicua, zm. 5 listopada 2022) – maltański polityk, deputowany, wicepremier i minister, w latach 1984–1992 lider Partii Pracy, od 1984 do 1987 premier Malty.

## Życiorys

### Wykształcenie i działalność zawodowa
Uzyskał bakalaureat na Uniwersytecie Maltańskim. W 1954 został doktorem prawa. W 1968 ukończył kurs prawa podatkowego i przemysłowego na University College London.
Od maja 1968 był wykładowcą prawa przemysłowego i fiskalnego na Uniwersytecie Maltańskim. W czasie studiów był członkiem katolickiej organizacji Catholic Social Guild, a następnie pełnił funkcję doradcy prawnego Young Christian Workers Movement (chrześcijańskiej organizacji związkowej). Pracował również jako redaktor gazety „Il-Haddiem” wydawanej przez tę organizację. W 1969 został zatrudniony jako lokalny konsultant maltańskiej centrali związkowej General Workers’ Union. Był zaangażowany w działania przeciwko uchwaleniu proponowanej przez ówczesny rząd Partii Narodowej ustawy o stosunkach przemysłowych, która miała dopuszczać sankcje (w tym karanie pozbawieniem wolności) wobec osób strajkujących.

### Działalność polityczna
29 maja 1980 ówczesny premier Dom Mintoff zaproponował jego kandydaturę na zastępcę lidera Partii Pracy, odpowiedzialnego za sprawy ugrupowania. Wniosek ten został zatwierdzony przez władze laburzystów. Karmenu Mifsud Bonnici odpowiadał za kampanię wyborczą podczas wyborów w 1981, w których Partia Pracy uzyskała więcej mandatów w parlamencie mimo otrzymania mniejszej niż Partia Narodowa liczby głosów (co doprowadziło do kilkuletniego kryzysu politycznego w państwie).
2 maja 1983 został dokooptowany do Izby Reprezentantów, co było możliwe dzięki rezygnacji z zasiadania w parlamencie złożonej przez Paula Xuereba. Tego samego dnia objął funkcję ministra pracy i opieki społecznej, a w we wrześniu 1983 przeszedł na funkcję ministra edukacji (otrzymał też nominację na wicepremiera).
W październiku 1982 został wyznaczony na nowego lidera partii. Przywództwo w partii przejął ostatecznie w 1984. 22 grudnia 1984 objął stanowisko premiera po rezygnacji Doma Mintoffa, jednocześnie zostając ministrem spraw wewnętrznych, edukacji i komunikacji. Sprawami edukacji zarządzał do lipca 1986. Jako premier kontynuował politykę swego poprzednika.
W listopadzie 1985 był głównym negocjatorem w rozmowach z terrorystami z grupy Abu Nidala, którzy po porwaniu samolotu EgyptAir rejs nr 648 wylądowali na lotnisku w maltańskiej miejscowości Luqa.
Jako premier utrzymywał zapoczątkowane przez poprzednika dobre relację z Libią. 15 kwietnia 1986 – w czasie operacji El Dorado Canyon, będącej odwetem za sponsorowanie przez libijskie władze zamachów terrorystycznych w Europie (na lotniska w Rzymie i Wiedniu oraz dyskotekę „La Belle” w Berlinie Zachodnim) – Karmenu Mifsud Bonnici ostrzegł Mu’ammara al-Kaddafiego o niezidentyfikowanych samolotach zmierzających w stronę Libii przez przestrzeń powietrzną Malty. Dzięki temu libijski przywódca opuścił rezydencję w Bab al-Azizia na chwilę przed jej zbombardowaniem.
12 maja 1987, po przegranych przez laburzystów wyborach parlamentarnych, na stanowisku premiera został zastąpiony przez dawnego kolegę ze szkoły prawniczej, Edwarda Fenecha Adamiego z Partii Narodowej. Uzyskał wtedy mandat deputowanego, który wykonywał także w kolejnej kadencji do 1996. Po kolejnych przegranych przez laburzystów wyborach w 1992 ustąpił z funkcji lidera partii i lidera opozycji na rzecz Alfreda Santa.

## Odznaczenia
W 1990 został odznaczony Narodowym Orderem Zasługi w klasie „Companion of Honour”.

## Życie prywatne
Urodził się w rodzinie wielodzietnej (jego rodzeństwo liczyło dwie siostry i trzech braci), należącej do rodu Mifsud Bonnicich, tradycyjnie popierającego Partię Narodową. Jego brat Antoine Mifsud Bonnici był długoletnim posłem PN, a kuzyn Ugo Mifsud Bonnici, również działacz PN, sprawował urząd prezydenta Malty.